# Montornès del Vallès
Montornès del Vallès település Spanyolországban, Barcelona tartományban. Lakosainak száma 17 089 fő (2024).

## Földrajza
Montornès del Vallès Granollers, Vilanova del Vallès, Vallromanes, Santa Maria de Martorelles, Martorelles és Montmeló községekkel határos.

## Népesség
A település lakosságának változását az alábbi diagram mutatja:
| Lakosok száma | 250  | 1179 | 994  | 1402 | 10 357 | 14 065 | 15 509 | 16 217 | 16 393 | 17 089 |
|               | 1717 | 1887 | 1936 | 1960 | 1986   | 2004   | 2009   | 2014   | 2019   | 2024   |